# Принцип самосогласованности Новикова
При́нцип самосогласо́ванности Но́викова — принцип, призванный разрешить парадоксы, связанные с путешествиями во времени, теоретически допускаемыми некоторыми решениями уравнений Эйнштейна, разрешающими существование замкнутых времениподобных линий. В упрощённой формулировке принцип самосогласованности постулирует, что при перемещении в прошлое вероятность действия, изменяющего уже случившееся с путешественником событие, будет близка к нулю. Сформулирован в середине 1980-х годов астрофизиком и космологом И. Д. Новиковым.

## История вопроса
Утверждения, аргументы и философские принципы, близкие по смыслу принципу самосогласованности, встречались в художественной литературе с 1940-х годов. В опубликованном в июне 1941 года рассказе «Time wants a skeleton» Росс Роклин вкладывает в уста одного из персонажей фразу «Future and present demands co-operation, if there was to be a logical future!» («Будущее и настоящее должны сотрудничать, чтобы будущее было логичным!»). В том же году в рассказе Роберта Хайнлайна «По пятам» сюжетная линия описывает человека, встречающего более старые версии себя самого, путешествующего во времени. По мере старения и участия в этих же событиях «с другой стороны», все они складываются в совершенно самосогласованную цепочку.
В 1958 году Хайнлайн вернулся к этой же теме в рассказе «Все вы зомби», в котором встречи персонажа со своими более поздними версиями иллюстрируют крайний случай парадокса происхождения, при котором человек, изменивший пол, является своей же матерью и отцом одновременно. В рассказе Роберта Янга «Девушка-одуванчик», впервые опубликованном в 1961 году в журнале The Saturday Evening Post, главная героиня достаточно чётко формулирует этот принцип. В романе Гарри Гаррисона «Фантастическая сага» (1967 год) главный герой отправляется в прошлое для съёмок фильма об основании колонии викингов в Северной Америке. Однако потом выясняется, что именно их «съёмочная» колония и вошла в историю, как «настоящая», и некоторые члены съёмочной группы оказались увековечены в скандинавских сагах.
Впервые в научной литературе об этой идее упоминают Я. Б. Зельдович и И. Д. Новиков в 1975 году, высказывая мнение о том, что существование замкнутых времениподобных линий не обязательно приводит к нарушению принципа причинности. События на такой линии могут влиять друг на друга по замкнутому циклу, то есть быть «самосогласованными». Аналогичное соображение встречается и в более поздней книге Новикова, однако строгую формулировку принцип получил лишь в 1990 году:

Мы формулируем эту точку зрения в виде принципа самосогласованности, который постулирует, что из всех возможных моделей, допускаемых известными законами физики, в нашей Вселенной локально могут существовать только те, которые глобально самосогласованы. Этот принцип позволяет исследователям строить решения физических уравнений только при условии, что локальное решение может быть расширено до части (не обязательно уникальной) глобального решения, которое определено для всех частей пространства-времени за исключением сингулярностей.
Оригинальный текст (англ.)We shall embody this viewpoint in a principle of self-consistency, which states that the only solutions to the laws of physics that can occur locally in the real Universe are those which are globally self-consistent. This principle allows one to build a local solution to the equations of physics only if that local solution can be extended to a part of a (not necessarily unique) global solution, which is well defined throughout the nonsingular regions of the spacetime.

## Влияние на культуру
Принцип Новикова используется в целом ряде художественных произведений. В романе Роберта Л. Форварда «Timemaster» иллюстрируются возможные механизмы, препятствующие нарушению самосогласованности. В фильме «12 обезьян» любые попытки главного героя Джеймса Коула (сыгранного Брюсом Уиллисом) изменить прошлое неизменно проваливаются. В конце концов, его смерть на глазах его самого в детском возрасте происходит именно так, как он её запомнил. Аналогичный нарративный приём положен в основу фильма 1962 года «Взлётная полоса». Похожий принцип используется в 5 сезоне сериала «Остаться в живых». В сериале он именуется англ. Whatever Happened, Happened (в русском переводе соответствующий эпизод называется «Обратной дороги нет»). Он иллюстрируется несколькими сюжетными линиями, наиболее показательна из них та, в которой герои путешествуют в прошлое и, пытаясь предотвратить катастрофу их самолёта, фактически запускают цепочку событий, к ней приведшую.
В 5-й серии 2-го сезона канадского сериала «Континуум» герои обсуждают принцип самосогласованности, однако в дальнейшем развитии сюжета показывается, что он не действует. Указанный принцип также продемонстрирован в фантастическом фильме «Терминатор». В частности, Джон Коннор смог появиться на свет, только отправив в прошлое своего отца Кайла Риза, а компьютер «Скайнет» разработали благодаря нейропроцессору, извлечённому из робота, отправленного самим компьютером в прошлое. Таким образом, вмешательством в пространственно-временной континуум Джон Коннор и «Скайнет» гарантировали своё существование.